# QuteCom
QuteCom (anteriormente WengoPhone) es un softphone SIP desarrollado por el proyecto OpenWengo que permite hacer llamadas a otros usuarios de softphone SIP y también a teléfonos convencionales con el surtido libre del proveedor. Es un software libre bajo la licencia GNU GPL.

## La interfaz gráfica
La interfaz gráfica es muy parecida a la de otros programas de mensajería instantánea como Windows Live Messenger o Yahoo! Messenger. Es posible entablar una conversación de mensajes instantáneos con los usuarios del mismo software pero también con cualquier otro softphone que respete el estándar SIP.

## Llamadas
Es posible entablar una conversación vocal con los usuarios del mismo software pero también con cualquier otro softphone que respete el estándar SIP como Gizmo y también Google Talk, aunque por ahora este no soporte SIP.
Como cualquier otro softphone, se puede usar para llamar a teléfonos convencionales, cobrándoseles diversas tarifas según el país de destino. Se puede usar con el proveedor oficial Wengo pero también, al contrario de la mayoría de los softphone, se puede usar con cualquier proveedor de servicios de VoIP. Esta opción hace de WengoPhone Classic un softphone muy interesante para el usuario porque se puede escoger el proveedor más económico.

## Protocolo
El protocolo usado es el estándar SIP.

## Las particularidades
Las particularidades de este softphone son:
- conformidad al estándar SIP.
- en futuras versiones se podrá escoger su proveedor de servicios de VoIP.
- se puede usar para mandar SMS  a Francia.
- autodetección de NAT y de firewall.
- charla audio y vídeo.
- Multiplataforma: está disponible para GNU/Linux, MacOS y Windows.

## Denominaciones anteriores
Anteriormente, QuteCom se denominó OpenWengo y WengoPhone NG.

### OpenWengo
El primer y mayor software producido por OpenWengo fue WengoPhone Classic, un cliente VoIP que utiliza SIP. De él derivó WengoPhone NG (por Next Generation), una versión refactorizada del WengoPhone Classic. En el pasado,  WengoPhone NG era conocido bajo la denominación de "Picard".

### WengoPhone NG
Su interfaz gráfica es muy parecida a otros software de mensajería instantánea tales como Windows Live Messenger o Yahoo! Messenger. Es posible entablar una conversación de mensajes instantáneos con los usuarios del mismo software pero también con cualquier otro softphone que respecta el estándar SIP.
Es posible entablar una conversación vocal con los usuarios del mismo software pero también con cualquier otro softphone que respeta el estándar SIP como Gizmo y también Google Talk aunque por ahora este no soporte SIP.
Como cualquier otros softphone, se puede usar para llamar teléfonos convencionales, cobrándoseles diversas tarifas según el país de destino. Se puede usar con el proveedor oficial Wengo pero también al contrario de la mayoría de los softphone, se puede usar con cualquier proveedor SIP. Esta opción hace de WengoPhone NG un softphone muy interesante para el usuario porque se puede escoger el proveedor más económico.
El protocolo usado es el estándar SIP, en el futuro el software va a integrarse con las bibliotecas de Pidgin entonces se va a poder usar con todos los protocolos que Pidgin soporta: Yahoo!, MSN, AOL y Jabber/XMPP entre otros.
Las particularidades de este softphone son:
- conformidad al estándar SIP.
- se puede escoger su proveedor de servicios VoIP SIP.
- es totalmente independiente de su interfaz gráfica.
- se puede usar para mandar SMS.
- autodetección de NAT y de firewall.
- tiene una API de desarrollo.
- integración con libgaim.
- conferencias de audio y video.
- grabación de conversación audio, video y texto.
- Multiplataforma en Gnu/Linux, BSD, Windows, Mac y Windows Mobile.
- extensión Firefox para hacer llamadas desde el navegador web libre.

Puede usarse para hacer llamadas en las tres plataformas (Gnu/Linux, Windows y Mac). Por ahora sólo tiene una interfaz Qt.
El objetivo de la comunidad de OpenWengo es de proveer un centro neurálgico amigable, productivo y potente de desarrollo de software libre relacionado con tecnología de VoIP.